# Jardín Maekawa Iris

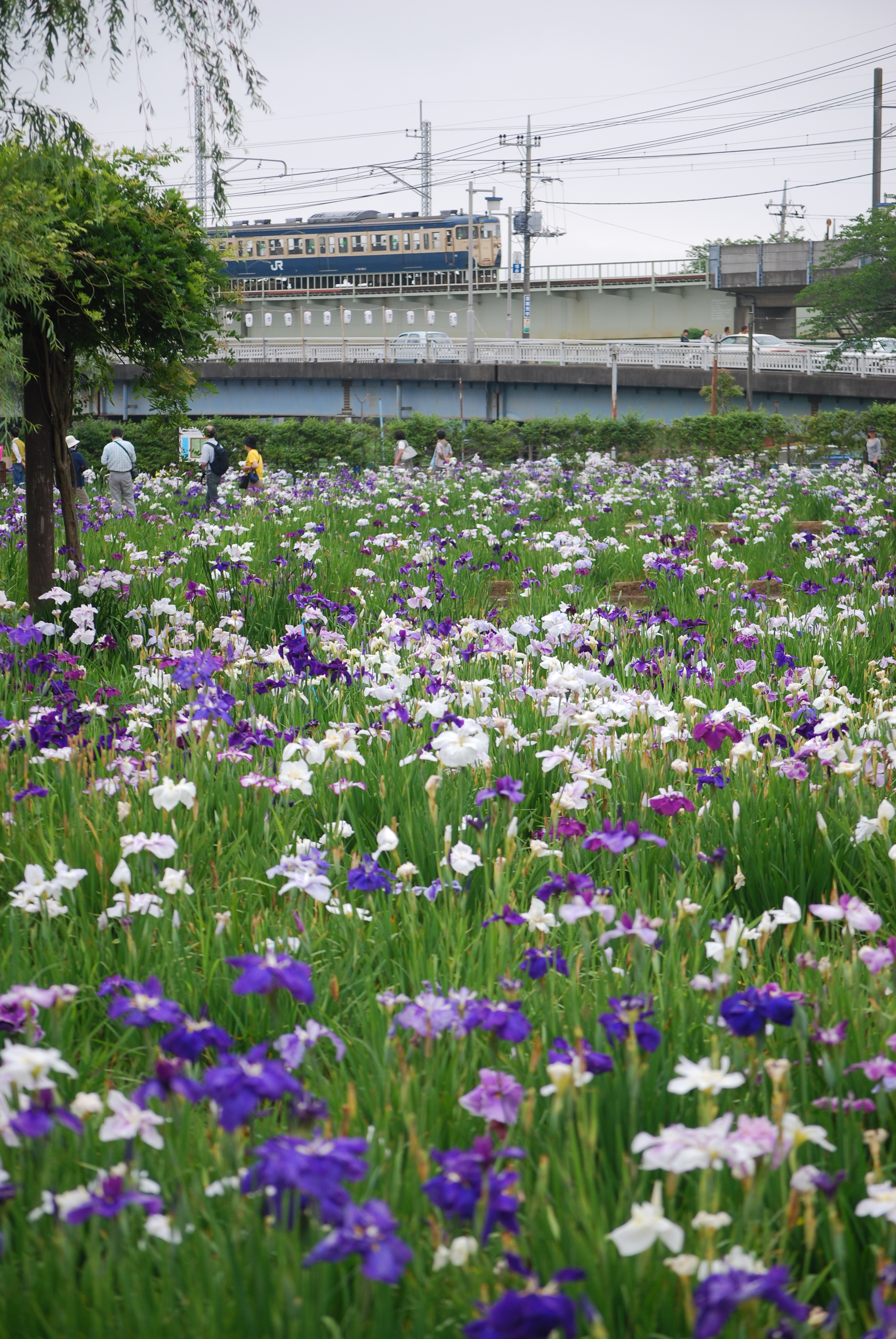
Jardín Suigō Itako Iris

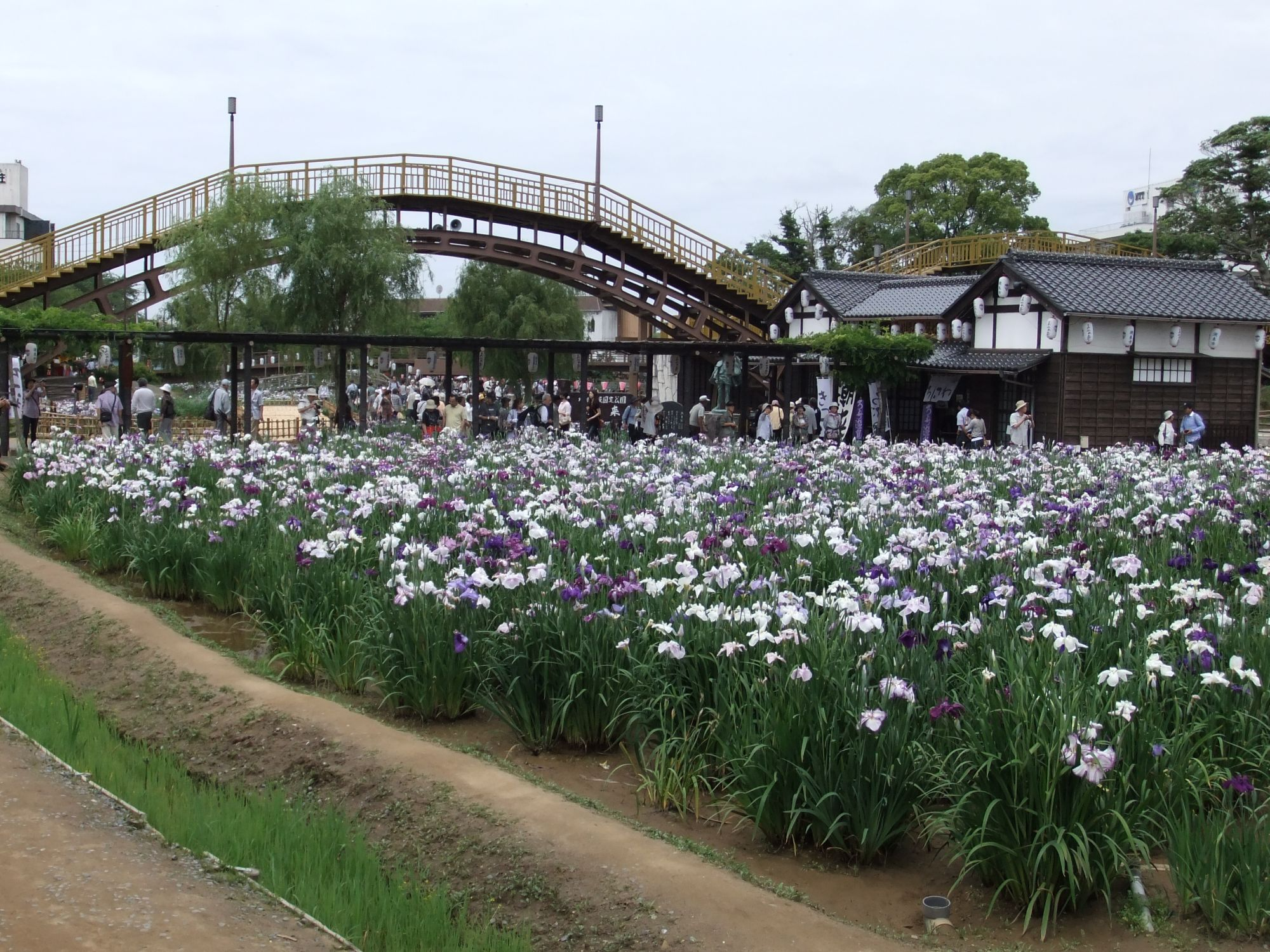
Jardín Suigō Itako Iris

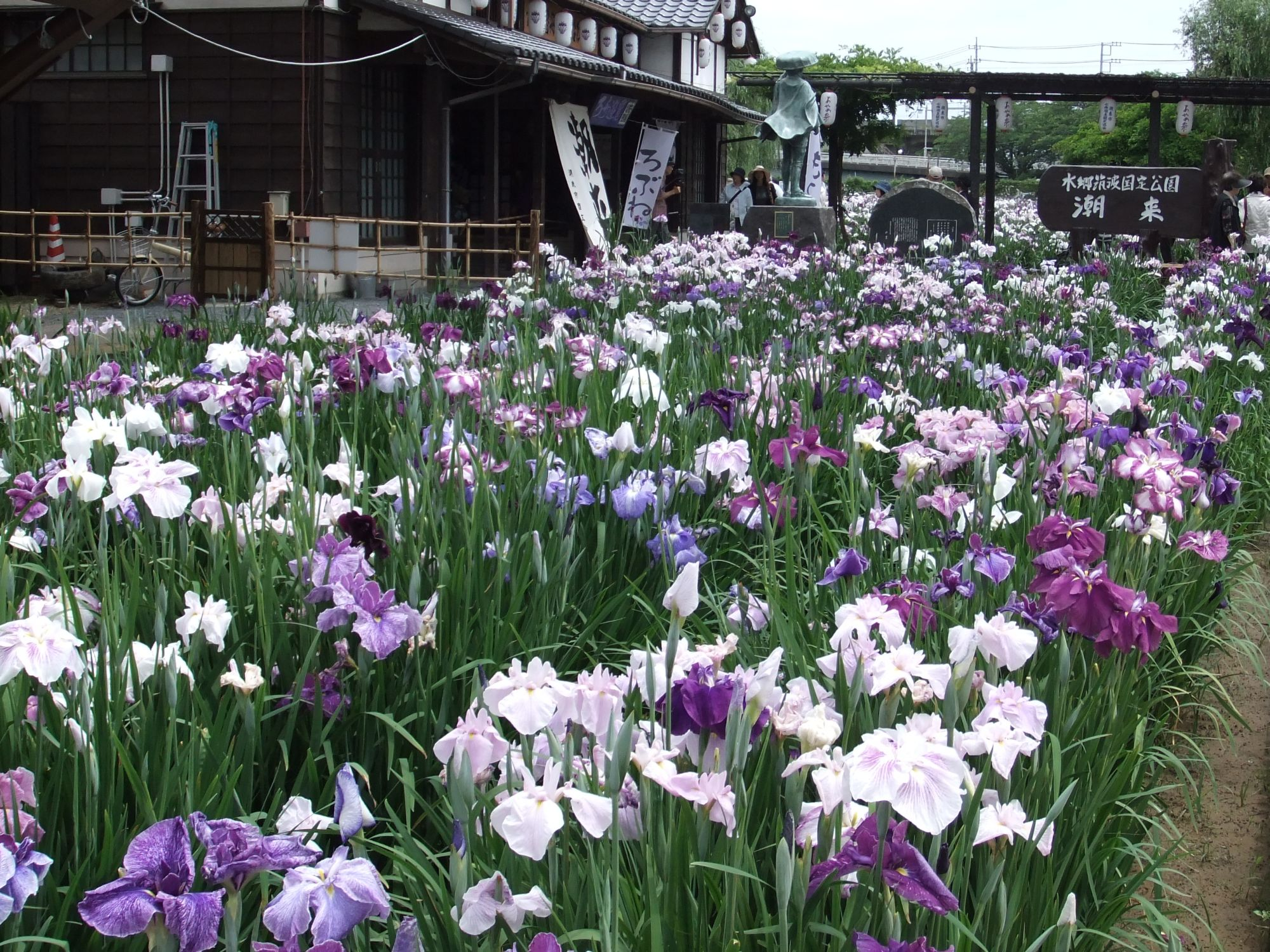
Jardín Suigō Itako Iris

El Jardín Suigō Itako Iris, en japonés:  (水郷潮来あやめ園 Suigō Itako Ayame-en?), es un jardín que se encuentra ubicado en la ciudad de Itako de la Prefectura de Ibaraki, en la región de Kantō, Japón.
El jardín depende administrativamente de la municipalidad de Itako.

## Localización
El jardín está localizado en la parte sureste de la Prefectura de Ibaraki, en la ribera del río Itako, ubicado entre la confluencia de los tres lagos del Kasumigaura.
La dirección es, Nippon - Ibaraki-ken - Itako-shi - Ayame -  Jardín Suigō Itako Iris .
El acceso a pie, son pocos minutos desde la Estación Itako del tren "Kashima Line" de Japan Railway|JR.
El jardín pertenece al área del  Parque Cuasi Nacional Suigō-Tsukuba y se encuentra ubicado en la parte este de él.
Planos y vistas satelitales.35°56′15.5″N 140°32′50″E / 35.937639, 140.54722

## Historia
El jardín se inauguró en abril de 1976. 
El jardín es sede principal del Festival del Iris de Itako.
El Festival del Iris, es celebrado en junio de cada año. 
Es el mes de junio, la mejor época para ver la floración de iris.

## Colecciones
Dentro del jardín botánico se pueden observar varios tipos colecciones de iris, como iris blanco, púrpura, amarillo y coloridos. 
Existen alrededor de 500 especies con un millón de colecciones de Iris.